# 南港女童姦殺案
南港女童姦殺案是1990年5月7日發生在台北市南港區成德國小一起姦殺案，當時兇嫌29歲蔡榮樹潛入校園並誘騙女童性侵得逞，全案只差3個月就超過法律追溯期。

## 兇嫌與被害人
蔡榮樹是名電腦程式設計師，擁有商專學歷，已婚育有1子，犯案當天剛好是結婚周年紀念日。因2011年4月在高雄旗津涉嫌將一名弱智女帶往廟宇的公廁性侵，事後將其採集口腔細胞唾液送刑事局，與未破的性侵案件生物跡證做比對，比對出與疑凶精液的DNA相符，全案才曝光。
陳姓女童出生於民國66年9月，就讀成德國小六年五班，個性內向，家住台北市南港區忠孝東路六段龍華三村。

## 事發經過
1990年5月7日中午，蔡榮樹在松山區印刷廠前往東新街，蔡榮樹在台北市南港區成德國小側門混入送便當給小孩的家長中以成功潛入校園，走到活動中心走廊二樓，看到陳姓女童獨自一個人，便佯裝成老師向陳姓女童表示有東西要請她幫忙搬，並帶到學生活動中心五樓樓梯即頂樓東側的樓梯間。到了樓梯間，蔡榮樹立即拿出膠帶貼在女童的眉毛到鼻子中間的眼睛部位，並沿著她的嘴唇到後頸纏繞了七圈，然後，他將女童身穿的粉紅色薄外套向上拉，將陳姓女童的雙手高舉過頭，再用外套交叉纏繞她的雙手，並用膠帶緊密綑綁她的雙手腕，最後以這種強暴方式進行了性侵犯，使陳姓女童無法反抗。 然後，他拉下陳姓女童穿著的裙子，脫掉了她的內褲，將陳姓女童壓制在地上，正面朝上，開始性侵。在性侵過程中，女童因纏繞在嘴巴上的膠帶過緊而發出悶鳴聲，可能會導致陳姓女童舌頭、喉頭麻痺、無法吞嚥、水腫壓迫呼吸道，甚至窒息休克而死亡。兇嫌深怕被人發現，就摀住女童口鼻。女童就在被性侵過程中因此窒息死亡，兇嫌在性侵完後並未立即察覺女童已經氣絕身亡，為了防止女童在他離開現場前逃跑或報警，因此用膠帶綁住了她的雙腳，把她翻轉成俯臥的姿勢後逃離現場，之後遠離台北市搬到高雄市。
午休時間，班導師蓉曾發現陳姓女童未在教室內，立刻到學校內找尋，但是未尋獲。下午1:50，第五節下課，班導師請同學幫忙尋找，仍未尋獲，當時以為陳姓女童跟六年一班至四班的學生去台北市立體育場參加國小田徑比賽畢幕典禮。下午4:00，六年一班至四班的學生回到學校，班導師經詢問後，發現陳姓女童並未跟去體育場。下午6:00，陳姓女童屍體被張聰明老師尋獲。

## 法律刑責
2012年11月22日，臺灣高等法院依「性侵殺人罪」，判蔡榮樹處無期徒刑，褫奪公權終身。
2017年11月9日，臺灣最高法院維持更二審見解，依照刑法「強制性交故意殺人」罪，處無期徒刑、褫奪公權終身，全案定讞。